# Championnat d'Ouganda de football 1974
Navigation
Saison 1971 Édition suivante
La saison 1974 du Championnat d'Ouganda de football est la cinquième édition du championnat de première division ougandais. Huit clubs ougandais prennent part au championnat organisé par la fédération. Les équipes rencontrent deux fois leurs adversaires, à domicile et à l'extérieur.
C'est le club d'Express FC, qui remporte la compétition cette saison après avoir terminé en tête du classement final, avec un seul point d'avance sur Kampala City Council, nouveau venu à ce niveau. C'est le tout premier titre de champion d'Ouganda de l'histoire du club.

## Participants
- Prisons FC Kampala
- Express FC
- Army SC
- Kampala City Council
- Lint Marketing Board FC
- Coffee SC
- Police FC
- Kilembe Mines FC

## Compétition

### Classement
Le classement est établi sur le barème de points classique : victoire à 2 points, match nul à 1, défaite à 0.
| Rang | Équipe                  | Pts | J  | G  | N | P  | Bp | Bc | Diff |
| ---- | ----------------------- | --- | -- | -- | - | -- | -- | -- | ---- |
| 1    | Express FC              | 22  | 14 | 9  | 4 | 1  | 29 | 12 | +17  |
| 2    | Kampala City Council    | 21  | 14 | 10 | 1 | 3  | 29 | 16 | +13  |
| 3    | Army SCT                | 19  | 14 | 8  | 3 | 3  | 26 | 14 | +12  |
| 4    | Lint Marketing Board FC | 14  | 14 | 5  | 4 | 5  | 21 | 19 | +2   |
| 5    | Coffee SC               | 13  | 14 | 4  | 5 | 5  | 23 | 23 | 0    |
| 6    | Prisons FC Kampala      | 12  | 14 | 4  | 4 | 6  | 14 | 17 | -3   |
| 7    | Police FC               | 9   | 14 | 4  | 1 | 9  | 11 | 24 | -13  |
| 8    | Kilembe Mines FC        | 4   | 14 | 0  | 4 | 10 | 9  | 30 | -21  |

|  | Qualification pour la Coupe des clubs champions africains 1975 et la Coupe CECAFA des clubs 1975 |
|  | T : Tenant du titre                                                                              |

## Bilan de la saison
| Championnat d'Ouganda de football 1974                             |                        |
| Champion                                                           | Express FC (1er titre) |
| Coupes et trophées                                                 |                        |
| Vainqueur de la Coupe d'Ouganda 1974                               | Non disputée           |
| Qualifications continentales                                       |                        |
| Coupe des clubs champions africains 1975                           | Express FC             |
| Coupe d'Afrique des vainqueurs de coupe de football 1975           | Aucun                  |
| Coupe CECAFA des clubs 1975                                        | Express FC             |
| Promotions et relégations                                          |                        |
| Promus en Championnat d'Ouganda de football                        | Aucun                  |
| Relégués en Championnat d'Ouganda de football de deuxième division | Aucun                  |